# ウェンディ・モートン
ウェンディ・モートン（Wendy Moten、1964年11月22日 - ）は、1990年代に商業的に成功を収めたアメリカ合衆国の女性歌手。

## 略歴

### 出生 - デビュー前
ウェンディはジェームス・モートンの娘としてアメリカ合衆国テネシー州メンフィスに生まれる。彼女が初めて公衆の面前に現れたのは、父が音楽監督をしていた聖ステファン・バスティスト教会の聖歌隊で歌ったゴスペルだった。　
メンフィスのオーヴァートン高校(Overton High School)に通い、夏には3年連続してリバティランド(Libertyland、市の戦争テーマパーク)で青年によるアンサンブルを歌った。
メンフィス大学に通っている間、地元のクラブでオーヴァートン高校で同級生だったペギー・ペイジ(Kevin Paige)のバックグラウンド・シンガーとして歌った。彼のバンドがリクルートされ、1988年、デビー・ギブソンのツアーに前座として参加した。

### デビュー
1991年、マネージャーとプロデューサー、ディック・ウィリアムズと出会った。彼はデモテープを作成するようウェンディを説得した。

## 日本での活動
- 1995年、中西圭三とのアルバム『graffiti』で「Why Goodbye」をデュエット。
- 1999年、ピーボ・ブライソンのアルバム『ピース・オン・アース』に収録されていたデュエット「My Gift Is You」が、『週刊ストーリーランド』エンディング・テーマに起用された。
- デイヴィッド・フォスターが1994年4月に武道館で催行した「JT SUPER PRODUCERS '94 デヴィッド・フォスター」にゲスト・シンガーとして出演し「オールウェイズ・ラヴ・ユー」を歌唱。

## ディスコグラフィ

### スタジオ・アルバム
- 『ウェンディ・モートン』 - Wendy Moten (1992年、EMI)
- 『愛がかわるとき』 - Time for Change (1995年、EMI)
- 『ライフ』 - Life's What You Make It (1996年、I.R.S.)
- Tis the Season (2009年、I.L.S.)
- 『タイムレス - シングス・リチャード・ホワイティング』 - Timeless – Wendy Moten Sings Richard Whiting (2014年、Woodward Avenue)
- I've Got You Covered (2020年、Radio Eye Music)

### EP
- 『クリスマス・タイム』 - Christmas Time (1995年、東芝EMI)

### シングル
- "Step by Step" (1992年)
- 「雨にぬれた恋」 - "Come In Out of the Rain" (1992年)
- "Still It's You" (1993年) ※デュエット with フィル・ペリー。映画『最高の恋人』エンディング・テーマ。作曲：マイケル・ゴア、作詞：キャロル・ベイヤー・セイガー
- 「愛に微笑 (ほほえみ)を」 - "So Close to Love" (1994年)
- 「この愛がすべて」 - "Your Love Is All I Know" (1994年)
- 「チェンジ・オブ・ハート」 - "Change of Heart" (1995年)
- 「クリスマス・タイム」 - "Christmas Time" (1995年) ※日本限定
- 「ワールド・イズ・ランニング・ダウン」 - "When The World Is Running Down" (1996年) ※日本限定
- "Life's What You Make It" (1996年)
- "Can't We Get Along" (2020年)
- "Love Is a Painful Thing" (2022年)
- "As" (2022年)

### 参加オムニバス・アルバム
- 『ヒッツ・ウィル・ビー』 (1992年、東芝EMI) ※4曲目「ステップ・バイ・ステップ」
- 『ミッシング・ユーV』 (1993年、東芝EMI) ※4曲目「愛に微笑を」
- 『Missing You“SP』 (1993年、東芝EMI) ※7曲目「ステップ・バイ・ステップ」
- 『〈恋人たちのバラッド5〉抱きしめて』 (1993年、東芝EMI) ※2曲目「雨にぬれた恋」
- 『〈恋人たちのバラッド5〉キスして』 (1993年、東芝EMI) ※7曲目「愛に微笑を」
- 『DUETS』 (1994年、東芝EMI) ※1曲目の「ウーマン・トゥ・ウーマン」で鈴木聖美とデュエット
- 『クリスマス・フォー・ラヴァーズ』 (1995年、東芝EMI) ※1曲目「クリスマス・タイム」
- 『フォア・ローゼス・ミッドナイト』 (1996年、東芝EMI) ※「チェンジ・オブ・ハート」
- 『Sex&Soul』 (1996年、東芝EMI) ※1曲目「チェンジ・オブ・ハート」
- 『ハローキティのクリスマス・パー』 (1997年、東芝EMI) ※1曲目「クリスマス・タイム」
- 『ハローキティのラヴ・バラード』 (1997年、東芝EMI) ※3曲目「愛に微笑みを」
- 『レイト・ナイトR&B』 (1997年、ブルース・インターアクションズ) ※10曲目「カム・イン・アウト・オブ・ザ・レイン」
- 『ラヴ・ソング』 (1998年、東芝EMI) ※6曲目「雨にぬれた恋」
- 『私とスタンダード〜SCENE』 (1999年、東芝EMI) ※3曲目「愛に微笑(ほほえみ)を」
- 『私とスタンダード〜SCENE』 (1999年、東芝EMI) ※3曲目「雨にぬれた恋」。上記同名タイトルとはジャケット写真違い&収録曲違い
- 『Beauty and The Beast〜The Duets+ [Best of]』 (2002年、コロムビア) ※「マイ・ギフト・イズ・ユー」でピーボ・ブライソンとデュエット